# Lettre dominicale
 (janvier 2016).
Un système de représentation des jours de la semaine consiste à leur attribuer une lettre au lieu des traditionnelles appellations lundi, mardi, etc. Ces lettres sont attribuées pour une année donnée. 
Pour une année donnée, on fait correspondre successivement chacune des sept premières lettres (A, B, C, D, E, F et G) à chacun des jours de l’année, en commençant par A pour le 1er janvier, puis en répétant le cycle tous les sept jours. 
La lettre dominicale de l'année est, dans ce système, la lettre qui correspond aux dimanches pour l'année considérée.

## Attribution des lettres

### Année commune
Si l’année est commune, l’opération s’effectue en une fois et se termine par A le 31 décembre. En effet, le 31 décembre est placé 364 jours plus tard que le 1er janvier. Or 364 est divisible par 7 ({\displaystyle 364=52\times 7}). Premier et dernier jours de l'année ont donc la même lettre.
Un jour de la semaine se voit évidemment affecter la même lettre tout le long d’une année donnée. La lettre dominicale est la lettre affectée aux dimanches pour cette année. 

### Année bissextile
Si l’année est bissextile, l’opération s’effectue en deux temps. On procède normalement jusqu’au 29 février, auquel correspond toujours « D ». Ensuite, on attribue également la lettre « D » au 1er mars puis on reprend le cycle (E, F, etc.). Que l'année soit ou non bissextile, une date donnée se voit donc toujours attribuer la même lettre par ce système. 
Pour une année bissextile, deux lettres dominicales se trouvent donc affectées aux dimanches. L’une pour les deux premiers mois, la seconde pour les dix derniers. Le jour intercalaire place donc la seconde lettre dominicale un cran avant la première dans la série (AG, BA, CB, DC, ED, FE ou GF).

## Exemples
Dans le calendrier grégorien : 
| Décennies | … 0 | … 1 | … 2 | … 3 | … 4 | … 5 | … 6 | … 7 | … 8 | … 9 |
| --------- | --- | --- | --- | --- | --- | --- | --- | --- | --- | --- |
| 170 …     | C   | B   | A   | G   | FE  | D   | C   | B   | AG  | F   |
| 171 …     | E   | D   | CB  | A   | G   | F   | ED  | C   | B   | A   |
| 172 …     | GF  | E   | D   | C   | BA  | G   | F   | E   | DC  | B   |
| 173 …     | A   | G   | FE  | D   | C   | B   | AG  | F   | E   | D   |
| 174 …     | CB  | A   | G   | F   | ED  | C   | B   | A   | GF  | E   |
| 175 …     | D   | C   | BA  | G   | F   | E   | DC  | B   | A   | G   |
| 176 …     | FE  | D   | C   | B   | AG  | F   | E   | D   | CB  | A   |
| 177 …     | G   | F   | ED  | C   | B   | A   | GF  | E   | D   | C   |
| 178 …     | BA  | G   | F   | E   | DC  | B   | A   | G   | FE  | D   |
| 179 …     | C   | B   | AG  | F   | E   | D   | CB  | A   | G   | F   |

| Décennies | … 0 | … 1 | … 2 | … 3 | … 4 | … 5 | … 6 | … 7 | … 8 | … 9 |
| --------- | --- | --- | --- | --- | --- | --- | --- | --- | --- | --- |
| 180 …     | E   | D   | C   | B   | AG  | F   | E   | D   | CB  | A   |
| 181 …     | G   | F   | ED  | C   | B   | A   | GF  | E   | D   | C   |
| 182 …     | BA  | G   | F   | E   | DC  | B   | A   | G   | FE  | D   |
| 183 …     | C   | B   | AG  | F   | E   | D   | CB  | A   | G   | F   |
| 184 …     | ED  | C   | B   | A   | GF  | E   | D   | C   | BA  | G   |
| 185 …     | F   | E   | DC  | B   | A   | G   | FE  | D   | C   | B   |
| 186 …     | AG  | F   | E   | D   | CB  | A   | G   | F   | ED  | C   |
| 187 …     | B   | A   | GF  | E   | D   | C   | BA  | G   | F   | E   |
| 188 …     | DC  | B   | A   | G   | FE  | D   | C   | B   | AG  | F   |
| 189 …     | E   | D   | CB  | A   | G   | F   | ED  | C   | B   | A   |

| Décennies | … 0 | … 1 | … 2 | … 3 | … 4 | … 5 | … 6 | … 7 | … 8 | … 9 |
| --------- | --- | --- | --- | --- | --- | --- | --- | --- | --- | --- |
| 190 …     | G   | F   | E   | D   | CB  | A   | G   | F   | ED  | C   |
| 191 …     | B   | A   | GF  | E   | D   | C   | BA  | G   | F   | E   |
| 192 …     | DC  | B   | A   | G   | FE  | D   | C   | B   | AG  | F   |
| 193 …     | E   | D   | CB  | A   | G   | F   | ED  | C   | B   | A   |
| 194 …     | GF  | E   | D   | C   | BA  | G   | F   | E   | DC  | B   |
| 195 …     | A   | G   | FE  | D   | C   | B   | AG  | F   | E   | D   |
| 196 …     | CB  | A   | G   | F   | ED  | C   | B   | A   | GF  | E   |
| 197 …     | D   | C   | BA  | G   | F   | E   | DC  | B   | A   | G   |
| 198 …     | FE  | D   | C   | B   | AG  | F   | E   | D   | CB  | A   |
| 199 …     | G   | F   | ED  | C   | B   | A   | GF  | E   | D   | C   |

| Décennies | … 0 | … 1 | … 2 | … 3 | … 4 | … 5 | … 6 | … 7 | … 8 | … 9 |
| --------- | --- | --- | --- | --- | --- | --- | --- | --- | --- | --- |
| 200 …     | BA  | G   | F   | E   | DC  | B   | A   | G   | FE  | D   |
| 201 …     | C   | B   | AG  | F   | E   | D   | CB  | A   | G   | F   |
| 202 …     | ED  | C   | B   | A   | GF  | E   | D   | C   | BA  | G   |
| 203 …     | F   | E   | DC  | B   | A   | G   | FE  | D   | C   | B   |
| 204 …     | AG  | F   | E   | D   | CB  | A   | G   | F   | ED  | C   |
| 205 …     | B   | A   | GF  | E   | D   | C   | BA  | G   | F   | E   |
| 206 …     | DC  | B   | A   | G   | FE  | D   | C   | B   | AG  | F   |
| 207 …     | E   | D   | CB  | A   | G   | F   | ED  | C   | B   | A   |
| 208 …     | GF  | E   | D   | C   | BA  | G   | F   | E   | DC  | B   |
| 209 …     | A   | G   | FE  | D   | C   | B   | AG  | F   | E   | D   |

| Décennies | … 0 | … 1 | … 2 | … 3 | … 4 | … 5 | … 6 | … 7 | … 8 | … 9 |
| --------- | --- | --- | --- | --- | --- | --- | --- | --- | --- | --- |
| 210 …     | C   | B   | A   | G   | FE  | D   | C   | B   | AG  | F   |
| 211 …     | E   | D   | CB  | A   | G   | F   | ED  | C   | B   | A   |
| 212 …     | GF  | E   | D   | C   | BA  | G   | F   | E   | DC  | B   |
| 213 …     | A   | G   | FE  | D   | C   | B   | AG  | F   | E   | D   |
| 214 …     | CB  | A   | G   | F   | ED  | C   | B   | A   | GF  | E   |
| 215 …     | D   | C   | BA  | G   | F   | E   | DC  | B   | A   | G   |
| 216 …     | FE  | D   | C   | B   | AG  | F   | E   | D   | CB  | A   |
| 217 …     | G   | F   | ED  | C   | B   | A   | GF  | E   | D   | C   |
| 218 …     | BA  | G   | F   | E   | DC  | B   | A   | G   | FE  | D   |
| 219 …     | C   | B   | AG  | F   | E   | D   | CB  | A   | G   | F   |

| Décennies | … 0 | … 1 | … 2 | … 3 | … 4 | … 5 | … 6 | … 7 | … 8 | … 9 |
| --------- | --- | --- | --- | --- | --- | --- | --- | --- | --- | --- |
| 220 …     | E   | D   | C   | B   | AG  | F   | E   | D   | CB  | A   |
| 221 …     | G   | F   | ED  | C   | B   | A   | GF  | E   | D   | C   |
| 222 …     | BA  | G   | F   | E   | DC  | B   | A   | G   | FE  | D   |
| 223 …     | C   | B   | AG  | F   | E   | D   | CB  | A   | G   | F   |
| 224 …     | ED  | C   | B   | A   | GF  | E   | D   | C   | BA  | G   |
| 225 …     | F   | E   | DC  | B   | A   | G   | FE  | D   | C   | B   |
| 226 …     | AG  | F   | E   | D   | CB  | A   | G   | F   | ED  | C   |
| 227 …     | B   | A   | GF  | E   | D   | C   | BA  | G   | F   | E   |
| 228 …     | DC  | B   | A   | G   | FE  | D   | C   | B   | AG  | F   |
| 229 …     | E   | D   | CB  | A   | G   | F   | ED  | C   | B   | A   |

| Décennies | … 0 | … 1 | … 2 | … 3 | … 4 | … 5 | … 6 | … 7 | … 8 | … 9 |
| --------- | --- | --- | --- | --- | --- | --- | --- | --- | --- | --- |
| 230 …     | G   | F   | E   | D   | CB  | A   | G   | F   | ED  | C   |
| 231 …     | B   | A   | GF  | E   | D   | C   | BA  | G   | F   | E   |
| 232 …     | DC  | B   | A   | G   | FE  | D   | C   | B   | AG  | F   |
| 233 …     | E   | D   | CB  | A   | G   | F   | ED  | C   | B   | A   |
| 234 …     | GF  | E   | D   | C   | BA  | G   | F   | E   | DC  | B   |
| 235 …     | A   | G   | FE  | D   | C   | B   | AG  | F   | E   | D   |
| 236 …     | CB  | A   | G   | F   | ED  | C   | B   | A   | GF  | E   |
| 237 …     | D   | C   | BA  | G   | F   | E   | DC  | B   | A   | G   |
| 238 …     | FE  | D   | C   | B   | AG  | F   | E   | D   | CB  | A   |
| 239 …     | G   | F   | ED  | C   | B   | A   | GF  | E   | D   | C   |

| Décennies | … 0 | … 1 | … 2 | … 3 | … 4 | … 5 | … 6 | … 7 | … 8 | … 9 |
| --------- | --- | --- | --- | --- | --- | --- | --- | --- | --- | --- |
| 240 …     | BA  | G   | F   | E   | DC  | B   | A   | G   | FE  | D   |
| 241 …     | C   | B   | AG  | F   | E   | D   | CB  | A   | G   | F   |
| 242 …     | ED  | C   | B   | A   | GF  | E   | D   | C   | BA  | G   |
| 243 …     | F   | E   | DC  | B   | A   | G   | FE  | D   | C   | B   |
| 244 …     | AG  | F   | E   | D   | CB  | A   | G   | F   | ED  | C   |
| 245 …     | B   | A   | GF  | E   | D   | C   | BA  | G   | F   | E   |
| 246 …     | DC  | B   | A   | G   | FE  | D   | C   | B   | AG  | F   |
| 247 …     | E   | D   | CB  | A   | G   | F   | ED  | C   | B   | A   |
| 248 …     | GF  | E   | D   | C   | BA  | G   | F   | E   | DC  | B   |
| 249 …     | A   | G   | FE  | D   | C   | B   | AG  | F   | E   | D   |

## Calcul de la lettre dominicale
Exemple pour l'année 2006 dans le calendrier grégorien.
En posant :
- {\displaystyle M=2006}, l'année
- {\displaystyle C} la partie entière de {\displaystyle {\frac {M}{100}}} (dans l'exemple: {\displaystyle {\frac {2006}{100}}} s'arrondit à 20),
- {\displaystyle C_{4}} le quart de {\displaystyle C} arrondi à sa partie entière ({\displaystyle {\frac {C}{4}}=5} qui est déjà un nombre rond),
- {\displaystyle U} le reste de la division précédente ({\displaystyle 20\times 100} serait égal à 2000 au lieu de 2006; il reste donc U=6 à diviser),
- {\displaystyle U_{4}} le quart de {\displaystyle U}, arrondi à sa partie entière (ici {\displaystyle U_{4}={\frac {6}{4}}={\text{1,5}}} arrondi à 1).

le calcul se fait ainsi:
- Faire la somme: {\displaystyle 2C-C_{4}-U-U_{4}} (soit {\displaystyle 40-5-6-1=28} pour l'exemple);
- Prendre le reste de la division par 7 (28/7=4. La division tombe juste. Le reste est nul);

(Attention, la somme précédente peut être négative. Dans ce cas, ne pas tenir compte du signe moins, faire la division par 7 normalement, prendre le reste et le remplacer par son complément à 7)
- ajouter 1 (0+1 = 1);
- on peut trouver la lettre correspondante (1=A, 2=B, etc.)

La lettre dominicale de 2006 est donc « A ». Cette année a effectivement débuté un dimanche.
Pour les années bissextiles, cette formule donne directement la seconde lettre, valable pour les mois de mars, avril et suivants.

## Utilité
Ce système de notation est utilisé dans certains calculs ecclésiastiques, par exemple celui de la date de Pâques.

## Cycle solaire calendaire
Tous les 28 ans, les lettres dominicales de chaque année, commune ou bissextile, recommencent à se suivre dans le même ordre d'une année à l'autre (Par exemple, l'année 2001 avait pour lettre dominicale G, suivie de F pour l'année 2002, puis E pour l'année 2003, etc.). C'est ce que l'on appelle le cycle solaire calendaire. On peut le remarquer grâce aux années bissextiles du calendrier grégorien, où l'association de 2 lettres dominicales (GF, FE, ED, DC, CB, BA ou AG) réapparaît 28 ans après une année bissextile donnée. 
Par exemple, 2020 est une année bissextile ayant commencé un mercredi, les lettres dominicales de cette année sont donc ED. C'était aussi le cas en 1992, 28 ans plus tôt. Ce le sera également en 2048, 28 ans après.
Cette périodicité est rompue lors du passage d'années multiples de 100 (hormis les années multiples de 400 qui sont aussi bissextiles), mais elle se remet en place pendant un certain temps au cours d'un siècle.